# رود تورا
 رود تورا رودی است به رود توبول می‌ریزد. این رود از کشور روسیه می‌گذرد.